# 블룸버그 터미널

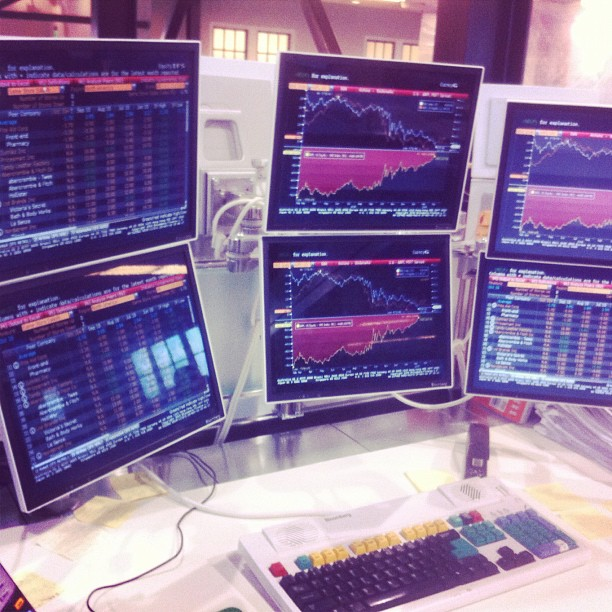
멀티 모니터의 블룸버그 터미널

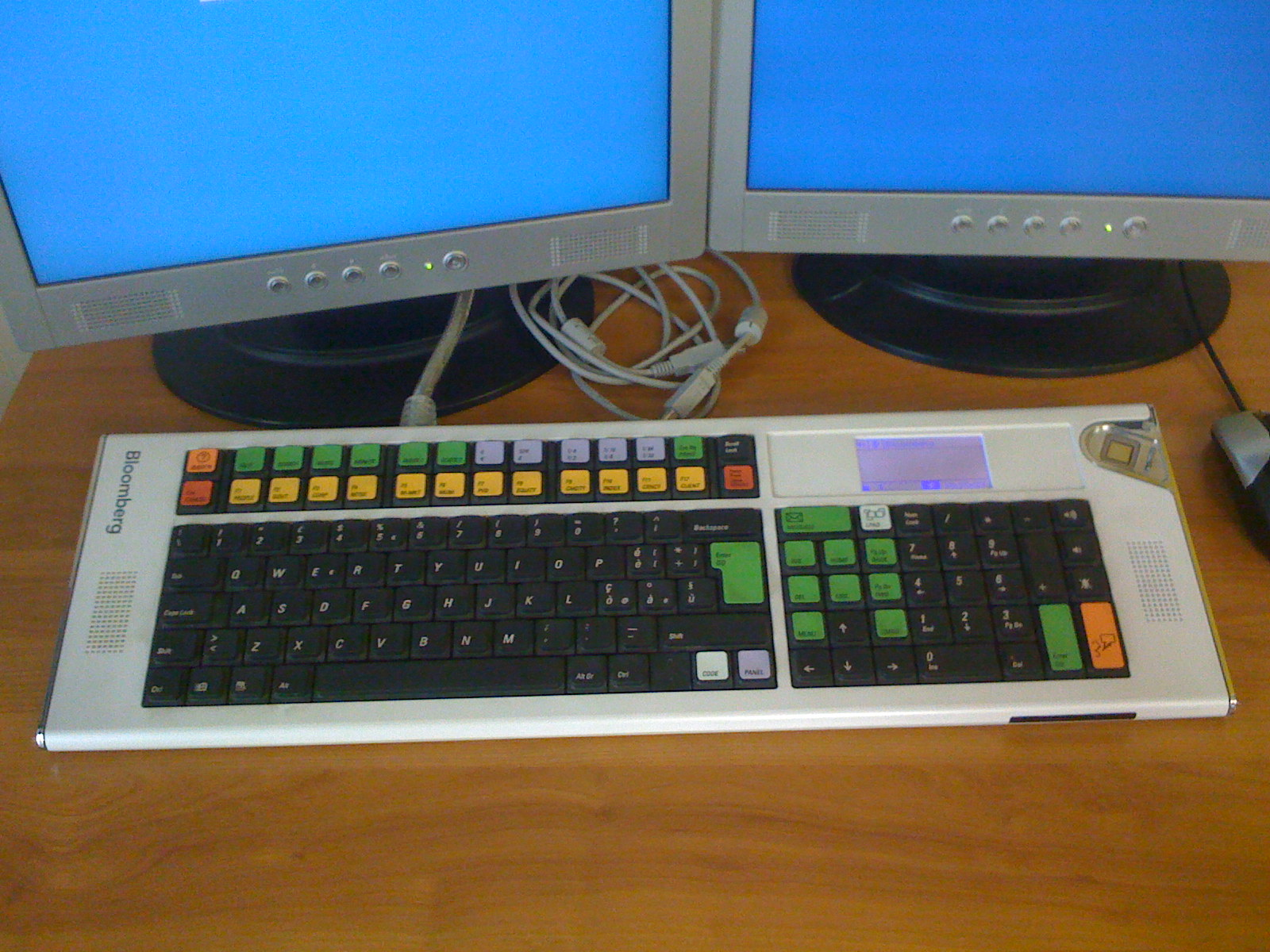
블룸버그 터미널의 독특한 키보드

블룸버그 터미널(Bloomberg Terminal)은 블룸버그 L.P.가 만든 온라인 증권 거래 소프트웨어이다.

## 역사
소프트웨어와 하드웨어를 제공하며 1년에 2만 달러의 사용료를 내야 한다. 미국의 기관 투자가, 전문 투자자들이 대부분 사용한다.
2016년 10월 기준으로, 32만 5천명이 구독중이다.
(실버버튼 수상)
한국에서는 증권사가 독자적으로 전자거래 플랫폼(HTS)을 개발해서 무료로 고객들에게 배포하고 있다.

## 경쟁자
블룸버거 터미널의 최대 경쟁자는 로이터가 개발하여 1999년부터 배포한 en:Reuters 3000 Xtra이다. 이 증권 거래 소프트웨어의 배포는 2013년에 중단되었으며, 새 버전인 en:Eikon를 배포하기 시작했다.

## 같이 보기
- 증권 거래 소프트웨어